# Stanley Cohen (sociólogo)
Stanley Cohen (Joanesburgo, 23 de Fevereiro de 1942 - Londres, 7 de janeiro de 2013) foi um sociólogo e escritor consagrado no campo da criminologia crítica. É a ele creditado o termo “pânico moral”, usado no estudo Folk Devils and Moral Panics, publicado em 1972, no qual analisa os meios de comunicação em massas do Reino Unido e a reação social ao fenômeno “mods e rockers” na década de 1960. Sua obra engloba  escritos sobre a teoria criminológica, as prisões, o controle social, a política de justiça criminal, delinquência juvenil, mídia de massa, crime político e violações dos direitos humanos.
Foi membro fundador do Centro de Estudos de Direitos Humanos da London School of Economics (LSE), bem como o mais proeminente membro do Centro Mannheim de Criminologia e Justiça Criminal, da mesma instituição.

## Vida
Cohen nasceu em 23 de fevereiro de 1942 na cidade de Joanesburgo, África do Sul, onde tomou contato inicial com movimentos de juventude sionistas - o que se refletiria mais tarde na opção pela ida à Israel. Graduou-se em sociologia e serviço social na Universidade de Witwatersand, mudou-se para Londres em 1963 e lá desempenhou a função de assistente social até completar seu doutorado na London School of Economics. Em 1967 passou a lecionar na Universidade de Durham e, em 1972, tornou-se professor de sociologia na Universidade de Essex.
Na década de 1980 mudou-se para Israel, onde tornou-se diretor do Instituto de Criminologia da Universidade Hebraica de Jerusalém, destacando-se pela sua atuação em organizações de direitos humanos que lidam com o conflito israelo-palestino.
Retornou à Inglaterra, onde foi nomeado Professor Martin White de Sociologia na LSE, em 1996, e eleito membro da Academia Britânica em 1998. Em 2009 foi a primeira pessoa a receber o Prêmio de Mérito Excepcional da Sociedade Britânica de Criminologia. Faleceu em 07 de janeiro de 2013, vítima de Mal de Parkinson, doença degenerativa com a qual foi diagnosticado em 1996.

## Pontos de vista sobre a criminologia crítica
As visões de Cohen acerca da criminologia crítica são evidenciadas em uma reunião de diversos artigos, produzidos ao longo das duas décadas e publicados no livro “Against Criminology” Após uma longa reflexão sobre a criminologia britânica e a emergência da criminologia crítica, impulsionada pelos seus próprios estudos, Cohen traz a tona uma crítica a todo esse movimento. Ampliando seu campo de estudo, outrora direcionado ao cenário britânico, o sociólogo passa a analisar, também, as instituições e os fracassos da criminologia americana. Busca, nessa reunião de ensaios, construir uma perspectiva transatlântica para a “sociologia do desvio” em que houvesse metodologias compartilhadas, ortodoxias comuns e desafios vigentes para a criminologia frustrantemente distante.

### A criminologia
Na primeira parte da obra, introdutória, o sociólogo apresenta ao leitor, em síntese, a história da criminologia, retomando desde a criminologia clássica às influências do positivismo nesta área, a qual passa a ser veementemente contestada quando da mudança verificada a partir da década de sessenta, notadamente através da edificação de três grandes correntes.
A primeira delas, a teoria da rotulação (labeling approach), seria a crítica liberal ao próprio liberalismo, a qual, segundo Cohen, coaduna-se mais com os valores da classe média do que com a natureza científica da criminologia. Além desta, Cohen destaca a criminologia “marxista”, cujas concepções só seriam praticáveis ante a uma mudança da ordem social vigente, visto que inconciliáveis com a criminologia dita burguesa. Por fim, há ainda o realismo, o qual se voltava às questões elementares como o que seria justiça e como defender a sociedade.
Essa profusão de teorias e resultados culmina, consoante aduz o sociólogo, em um presente “polêmico” e uma consequente disputa intelectual em relação a análise do crime e seu controle, questão majoritária para a criminologia.

### A criminologia crítica
Após a apresentação do histórico, Cohen passa a definir a própria criminologia crítica e a sua oposição à criminologia convencional. Assim como já demonstrado em outras obras, o crime é um produto social da rotulação feita pelos grupos de poder. É mais por interesses econômicos-políticos do que pela efetiva pacificação social que se dá o processo de criminalização, fazendo com que o direito penal reflita mais um interesse ideológico e classista do que a concreta busca pela justiça social.

### A reviravolta do discurso
O terceiro capítulo, The Twist of the Discourse, constitui a essência do livro. Analisando a evolução da criminologia crítica, Cohen aduz pela necessidade de aderir ao pensamento com cautela e até mesmo contendo-o de certa forma. Uma vez que, desde o princípio, Cohen rejeita a criminologia convencional, consegue produzir a crítica à criminologia crítica sem retomar ao debate que precedeu a sua própria edificação. Destarte, traz contundentes questões à tona, visando não exatamente a reformulação da criminologia crítica, mas sim a retomada de suas orientações básicas muitas vezes esquecidas – o que resulta na limitação da criminologia em transpor seus preceitos teóricos à realidade concreta.
Enquanto seus primeiros ensaios, bem como suas obras iniciais, mostram a grande influência de Cohen na estruturação da criminologia crítica, seus estudos datados mais próximos à publicação de Against Criminology mostram a oposição feita por Cohen à teoria cujo desenvolvimento foi por ele impulsionado. Ele vislumbra uma tensão entre normatização e criminalização dentro da criminologia e da política de esquerda. A dissonância entre discurso e prática, a assincronia entre ações e palavras, apontada já em Visions of social control, é enfatizada nos ensaios reunidos na presente obra.
Cohen examina a tensão entre a naturalística da criminologia crítica, a apreciação etnográfica dos desviados e as subculturas desviantes e sua dura economia política para o crime e o desvio. Ele passa a vincular essa tensão a diferenças políticas e teóricas (e.g., a teoria liberal da rotulação e a criminologia marxista do conflito), para mostrar a evolução e os desafios imperantes. Ainda, ao longo dos artigos reunidos nessa seção do livro, Cohen busca edificar a criminologia para além de uma crítica ao direito penal, pautando efetivas políticas públicas sem, contudo, aproximá-la do gerencialismo, movimento que considera perigoso porquanto banaliza a criminologia ao incurtir-lhe uma postura imediatista e reducionista, pautando-a tão somente por uma relação de custo-benefício, desinteressante sob o ponto de vista da “sociologia dos desvios”, uma vez que deixa de compreender o processo de criminalização para tão somente geri-lo de maneira eficiente.
Ante as profundas análises efetuadas ao longo dos ensaios, Cohen concluiu que a criminologia não deve se pautar nas preocupações governamentais, mas sim na análise profunda dos crimes e dos desvios, confrontando a própria natureza política da definição desses elementos, bem como as estruturas de poder que deles derivam. Investigar o poder, a política e o controle requer perceber o crime e o desvio como processos de construção social, como expressões de uma economia política em desenvolvimento e das interações entre os agentes estatais e os econômicos, os empreendedores da moral, a mídia, os desviados, as subculturas, as vítimas e os diversos outros atores sociais – sendo essas as noções básicas a serem retomadas.

## Obras e conceitos
A obra de Cohen é fortemente influenciada pelo trabalho de Leslie Wilkins sobre comportamento divergente, e de Howard Becker, sobre o labeling approach.
Como explica em sua obra Folk Devils and Moral Panics, o autor faz parte de uma reorientação do estudo do crime, da delinquência, do consumo de drogas e de outras formas de comportamento problemático, algo que ele chama de “revolução cética’. Anteriormente, as soluções e conceitos eram dados como autoritários, padrões, aceitos e inquestionáveis. A nova tradição seria cética no sentido em que quando vê termos como “problemático”, se pergunta “para quem?" e "por quê?”. Conceitos como “problemático” e “desviante” deixam de ser aceitos como dados e passam a ser criticados como rótulos (labels) colocados em indivíduos pela sociedade, não sendo intrínsecos a um ato ou a uma qualidade desse indivíduo. Em suas palavras, “(...) grupos sociais produzem desvios a partir da criação de regras cuja infração caracteriza o desvio e aplicando essas regras a pessoas em particular, rotulando-as como “forasteiros” (outsiders). Desse ponto de vista, o desvio não é qualidade do ato ou da pessoa que o pratica, mas sim consequência da aplicação por outros de regras e sanções a um “agressor”. O desviante é aquele em que o rótulo foi aplicado com sucesso; comportamento desviante é o comportamento que o povo assim rotula”

### Principais linhas teóricas
- pânico moral
- controle social
- manutenção da identidade
- negação

### Folk Devils and Moral Panics
Foi a primeira grande obra do autor e é uma das obras mais influentes da criminologia britânica. Trabalhando com a obra de Leslie Wilkins “Social Deviance” ("Desvio Social") e com a emergente perspectiva da teoria da rotulação que que surgia nos EUA através das obras de Howard Becker, principalmente, Cohen teoriza que a mídia atua distorcendo o contexto daqueles que a sociedade considera fora de seus padrões criando a imagem de “demônios populares”, o que resulta em uma reação desproporcional e contraprodutiva dessa mesma sociedade, que chama de pânico moral.

### Visions of Social Control
Uma de suas obras de maior reconhecimento "Visions of Social Control", resulta de uma análise linear, traçando as mudanças recentes ocorridas no trato ao crime e à delinquência como um todo. O autor indica uma alternância nas bases do sistema no qual recentemente se transforma a maneira de predominância do cárcere e dos agentes ligados ao sistema punitivo, movimento denominado de desestruturação. Com aporte histórico e cruzamentos teóricos entre Michel Foucault, George Orwell, Franz Kafka, David Rothman e outros, Cohen lança predições quanto ao futuro do controle da criminalidade e elenca elementos de transformação ao sistema.

### Ideias sobre escape, rotina e manutenção da identidade
Em 1976, Stanley Cohen escreve “Escape Attempts: Theory and Practice of Resistance in Everyday Life”. Expandindo as reflexões realizadas em seu trabalho anterior acerca da experiência do encarceramento de longa duração e suas consequências psicológicas (“Psychological Survival: The Experiencie of Long Term Imprisonment”), Cohen investiga as formas análogas de manutenção da identidade pessoal, não no contexto restrito da prisão, mas sim na prática diária e cotidiana das pessoas, dentro de uma sociedade permeada por mecanismos de controle e padronização. Nessa obra, é perceptível a discussão acerca da pós-modernidade e a influência de Michel Foucault.

#### Autoconsciência, plano de vida e realidade imperativa[12]
A gênese de seu trabalho é resultante na sequência de discussões e convivência entre os presos de Durham, iniciadas em 1967. Nesse contexto, a partir da observação da reação dos encarcerados ao ambiente hostil da prisão – inicialmente negligenciada, mas logo adquirindo notável destaque na pesquisa -, em especial diante da perspectiva do longo encarceramento, notou-se que o comportamento dos presos era guiado muitas vezes com o objetivo de manutenção de sua identidade diante da deterioração psicológica provocada pelo ambiente opressor, seja por meio de engajamento em atividades como o trabalho interno, seja por distanciamento desse mesmo trabalho, numa postura cínica.
O autor então expande o campo de reflexão, observando que há relação entre a reação dos prisioneiros num ambiente altamente controlado e disciplinador (especialmente no que se refere ao tempo e espaço) e a conduta diária das pessoas inseridas numa sociedade de controle, que reproduz em diferente escala e sob outras dimensões os princípios de regulação presentes na prisão. Apesar da distância entre a realidade do cárcere e a da sociedade como um todo, é perceptível o domínio exercido por fenômenos como rotina, hábito e papel social no desenvolvimento da conduta pessoal, bem como o esforço cognitivo da chamada “autoconsciência” (self-consciousness) do controle, da sequência pré-determinada de rituais e convenções.
Sequência essa que se apresenta cotidianamente como “plano de vida” (life plan), idéias estruturadas que ordenam os eventos habituais, o “normal”. A partir disso, apropriando-se de Berbger e Luckmann, Cohen descreve a chamada “realidade imperativa” (paramount reality), consistindo na soma dos elementos padrão do cotidiano, a estrutura normal dos eventos. Assim, o escape ou afastamento da realidade imperativa, na sociedade contemporânea, serve a um exercício de identidade, de individualidade (identity work). É nessa luta constante entre as construções sólidas da realidade que nos definem e a vontade individual que resiste ao enquadramento e por vezes constrói alternativas à realidade que se percebe a fragilidade da individualidade humana, bem como sua potência.

#### Gerenciamento Mental da Rotina[13]
Dentre os planos da realidade imperativa, o mais básico é o que comporta a rotina, o hábito. No dia-a-dia, não é necessariamente o plano de vida, como carreira e casamento que produzem a sensação de tédio e insatisfação, mas sim a percepção da sequência diária de atos regulares que compõe a chamada rotina. As pequenas sequências realizadas irrefletidamente, como escovar os dentes, geram certo desconforto quando se faz um exercício de autoconsciência, graças à percepção da padronização.
Esse acomodamento irrefletido não provoca necessariamente um exercício mental de resistência, dado que boa parte das pessoas admite que o espaço padronizado não atinge aquilo de mais importante da vida, mas nota-se pela forma com que nos referimos à rotina a sensação de opressão que por vezes esta provoca, especialmente quando a percepção indica o predomínio desta na existência como um todo. Assim, sentimos como se nossa individualidade estivesse ameaçada. Palavras como “liberdade” e “espontaneidade” perdem seu sentido, e tudo cai no imobilismo.
Entretanto, estratégias de resistência são elaboradas mentalmente para compor a realidade do hábito com a individualidade. Através da própria autoconsciência, criam-se mecanismos de distanciamento como a ironia e o cinismo diante do cotidiano, mantendo a realidade do hábito e do papel cumprido socialmente ao largo (monitoring) de sua identidade real, única. Todavia, pode essa mesma estratégia voltar-se contra que a aplica, quando a padronização atinge a própria técnica – por exemplo, quando o momento de reflexão se torna um ato comum entre os outros. Diante da tautologia do distanciamento, outra forma de manutenção de individualidade é justamente o reinvestimento na rotina (self-conscious reinvestment). Assumimos como inexorável o hábito, e o tornamos conscientemente parte de nosso ser. O problema reside na reação que isto causa nos outros, pelo abandono do distanciamento, confundindo tal postura como mero acomodamento irrefletido a ser combatido.

#### O pesadelo da repetição[14]
Assumindo que as estratégias de gerenciamento mental da rotina são conservadoras da realidade imperativa, a percepção desse fato por vezes nos impele à busca por enfrentar o plano de vida colocado. Uma busca por novidade, que consiste no avanço em direção a novos parceiros, lugares e profissões. Mas logo após a mudança de situação, temos o fenômeno do déjà vu, a sensação de viver uma situação estruturalmente idêntica com novos elementos. Paradoxalmente, essa busca por novidade incessante é tratada psico-analiticamente como acompanhada de um prazer neurótico de repetição compulsiva. Ou seja, a repetição do prazeroso e sua busca é o caminho do contentamento pessoal, uma novidade conhecida.
Esse senso de similaridade vem do fato de nossos papéis sociais e rotinas serem concatenadas com os dramas diariamente vividos, em scripts. Mais do que apenas repetir responsabilidades, repetimos comportamentos e reações coerentes com os papéis adotados ou impostos, ao ponto de apresentarmos sentimentos adequados a cada momento. Isso é perceptível, no exemplo dado por Cohen, no papel sexual de “nobre selvagem” (noble savage), que procede atleticamente até o orgasmo, diante duma outra figura passiva, e ultrapassa o mero comportamento, internalizando naquela situação o papel de bruto e obtendo uma resposta física disso. Reforce-se, entretanto, que o estereótipo pode ultrapassar um campo restrito de atuação, e se materializar numa perspectiva geral de personalidade, um papel total.
Esses scripts tem sua origem no caldo geral da cultura popular, desde seus produtos culturais de massa, que produzem e reforçam os estereótipos, além de universalizá-los, bem como os arquétipos culturais providos pela história. A base comum de referências apreendida ao longo da vida e internalizada.
Mas pode-se observar que o script promove uma elevação da rotina, atribuindo maior significância simbólica a esta, desde que acompanhada de entrega plena ao papel. Isso implica o paradoxo de, ao mesmo tempo que a variedade de scripts é restrita, estes contribuírem para afastar a existência do banal e mundano, nos traz a sensação de similaridade e é um campo de confronto pelo exercício de identidade.

#### Fantasia[15]e escape da realidade
A fantasia como forma de individualidade e fuga da realidade imperativa é investigada pelo autor. Em face de uma realidade empobrecida por sua padronização, previsibilidade e precariedade, a imaginação resta como espaço privativo por excelência, onde se exerce a identidade e se constrói realidades alternativas para que ela prospere.
As fantasias podem se apresentar tanto como alquebradas como coerentes, mas inegavelmente se alimentam do caldo cultural da realidade, reproduzindo-o, da mesma forma que os já referidos scripts – e é importante notar que todo script tem sua cota fantástica. Assim, a realidade também molda o espaço interno de cultivo da personalidade. É notável que as fantasias, apesar de sua aparente liberdade e privacidade plena, servem a funções de suporte da realidade, agindo como iniciadoras da ação, nos impelindo a algo (emoção, atitude), paralisantes, impedindo a consumação de um projeto ou sensação, ou mantenedoras da atividade, ao suavizá-la ou distanciá-la mentalmente. A substituição momentânea da realidade pelo irrealizável. Quanto a sua possibilidade transformadora, esta é presente em poucas situações, como quando nos propelimos a moldar a realidade para aproximá-la do fantasiado, ou quando somos levados a um profundo fantasiar que chega ao limite da loucura.
Curiosamente, o fantástico, por excelência privado, atinge espaços institucionalizados de extravasamento. Locais como clubes de troca de casal, por exemplo, são espaços onde a fantasia (nesse caso, sexual) encontram brechas toleradas de realização. Ainda, o fantasiar pode ser visto como modo de aprofundar o autoconhecimento. Todavia, a imaginação encontra, por sua vinculação à cultura, freios chamados tabus, coisas que devem ser afastadas do pensamento por serem absolutamente proibidas. Aqui, o autor faz uma referência ao cristianismo e sua interiorização da culpa – algo que modernamente Freud e seus seguidores se debruçam, em sua busca pelo inconsciente.
A imaginação, contrariamente ao que ocorre na infância (quando há confusão entre o real e o imaginado), está firmemente separado da realidade imperativa na vivência adulta, sendo eminentemente restrito ao privado, com poucas possibilidades de concretização e publicização não institucionalizadas. E mesmo assim, o escape da realidade é frágil quando sua própria reconstrução é permeada por ele.

#### Áreas Livres, Rotas de Fuga e Campos de Identidade[16]
Em meio a realidade social, temos uma antecipação da necessidade de relaxamento da norma, liberdade de se autoconstruir e viver sua identidade para além do mero exercício mental. Esses sãos espaços dos enclaves de atividade, novas paisagens e fugas mentais.
O primeiro, chamado de enclave de atividade, se resume em atividades em que o indivíduo deposita seu prazer e tempo, dedicando-se através dela na construção de individualidade. O seu realizar é o escape da realidade, momento de profunda realização pessoal. São o hobby, o jogo, a aposta e o sexo. São espaços de auto realização, de exercício da fantasia e do risco como formas de se afastar do cotidiano. Sua carga de liberdade se liga justamente a sua especialidade, mais do que sua singularidade, afinal podem ser realizadas cotidianamente, quase como rotina, e inclusive são interpenetrados pela realidade imperativa, mas não perdem seu caráter de momento de expansão da personalidade.
As novas paisagens são os espaços novos que se buscam para uma vazão momentânea de suas fantasias. São o feriado, a cultura de massa e a arte, zonas institucionalizadas de exercido de identidade e busca por autenticidade. O primeiro atua como um breve momento em que a busca por aventura e pelas grandes mensagens culturais de fuga  da realidade imperativa, em nome da descoberta, encontra brechas de realização, a segunda pela alta dose de fantasia que a acompanha,e mesmo que mercantilizada  produz momentos de afastamento da realidade, e a terceira pela sensibilidade provocada pela obra e a busca por um sentido profundo desta, se diferenciando da cultura de massa pela exigência de tempo e cuidado.
As fugas mentais se resumem como a atividade de afastamento mental da realidade provocado pelo recurso às drogas e à terapia. As drogas, em sua distorção química do funcionamento mental, tornam as percepções da realidade distintas do comum, funcionando como método de escape ou inovação desta – somada ao fator risco, presente também na aposta e no sexo, que tornam a ação carregada de especialidade. Além disso, as drogas são culturalmente carregadas de símbolos de transcendência, o que impele seu consumo nesse sentido.
Já a psicoterapia ultrapassa a mera busca por cura de sofrimento mental, para consistir num quebrar de grilhões da mente, uma profunda liberação da identidade. Seu exercício é similar, sociologicamente, à autoconsciência e o distanciamento da rotina, já que a realidade alternativa criada é monitorada para que seja percebida como tal, tornando a sensação de fuga meramente momentânea e precária.
Nota-se que o uso dessa formas de escape não vem necessariamente acompanhadas de um definitivo desejo de fuga, mas de uma necessidade conservadora da realidade. O mundo opressivo da padronização exige momentos de suavidade no entrelaçar da vida..

#### Utopias e Eupsychias[18]
O discurso revolucionário e utópico em geral assume como seu objetivo a construção de um mundo em que a realidade não exige mais de nós a fuga da realidade ou os diversos métodos de exercício de identidade em oposição ao imperativo externo do cotidiano. A doutrina marxista, calcada na perspectiva estruturalista de que a tentativa de fuga provém da alienação do trabalho de seu produto, afirma que a reunião de obra e criador, a reassociação entre trabalho e seus frutos, elimina a contradição fundamental causadora do desconforto do cotidiano e traz a humanidade de volta ao seu estado “natural” de consciência, próxima ao sentido da infância (união entre vontade e obrigação, associação entre prazer e dever, sem separação e relatividade).
Assim, o marxismo e outras utopias revolucionárias defendem que a construção da identidade é um processo ligado à estrutura, e a mudança nesta provoca a alteração naquela. Há, por outro lado, teóricos como Maslow que acreditam que a mudança interna do sujeito altera sua ação no mundo, e isso provoca a desestruturação da realidade externa e o fim da opressão do dia-a-dia. É perceptível tal forma de ação no movimento de contracultura dos anos 1960 e 1970, em sua busca pela espontaneidade, liberdade de estereótipos e saturação do cotidiano com fantasias. Ocorre que há uma relação de dependência entre tais movimentos e a realidade imperativa, o que dificulta sua posição contrária ao posto socialmente e de construção de uma realidade alternativa. Aproxima-se então, de outras formas de exercício de identidade como os enclaves de atividade.

#### Sobre a muralha, um caso de identidade errada, dois finais
Nos capítulos finais, Cohen desenvolve formas mais complexas de escape da realidade. A primeira, desenvolvida no capítulo “Over the Wall”, delineia a rota de escape que ultrapassa o temporário, ultrapassando os limites do desvio tolerado, se tornando extremos – a forma de escape torna-se subjetivamente a realidade imperativa. São os que atacam tudo o que os padroniza, buscando o fim das amarras externas da individualidade (going away) – tornando os enclaves sua única existência, os que se voltam completamente aos aspectos internos de sua mente (going inside) e ser e os que admitem a superação de todas as amarras sociais, o abandono do normativo (going above). Estes são os que criam novos scripts.
Contudo, por mais impetuoso que seja o extremo da busca por individualidade, a realidade imperativa põe seus mais violentos esforços para conter tais condutas, vistas como nocivas à manutenção do tecido social. Assim, os escapistas extremos acabam ou eliminados ou finalmente cooptados, se seu desligamento da realidade não resultar patológico a ponto de não ser possível voltar.
Em seu capítulo "A Case of Mistaken Identity", o autor trabalha a motivação da busca por resolver as insatisfações momentâneas do dia-a-dia, mesmo quando não encarada como fuga. A separação entre privado e público, trabalho e lazer, própria da cultura ocidental, implica a procura de identidade por meio do "verdadeiro eu" (true self), de sentido (meaning) e progresso (progress), que se provam ilusórias.
Tal dificuldade se deve à historicidade da idéia de individualidade. No século XVIII, esta era compreendida como individualidade comum, oposta às instituições tradicionais do Antigo Regime, realizada na igualdade entre todos. A partir do século XIX, a individualidade se converte na oposição ao grupo em que se insere, evoluindo na contemporaneidade a um egoímo que se manifesta na forma de uma individualidade possessiva. Esta teria nos sido tomada pela sociedade, e teríamos o direito de nos reapropriarmos - levando à ideia de fuga da sociedade como liberdade.
Cohen então se pergunta qual seria a saída para tal dilema entre identidade e realidade imperativa. A revolução cultural defendida por Reich e Marcuse, filiados ao marxismo, potencialmente cairia nas contradições já expostas da contracultura, pela ausência de mátodos de a realizar praticamente. Estaríamos então frente ao niilismo e a entrega diária a resistência, numa busca pelo espaço vazio que permitiria a liberdade, mesmo diante da falha recorrente, como heróis cômicos do cotidiano.

### Negação
Como mais recente grande obra de Cohen, States of Denial: knowing about Atrocities and Suffering traça um novo rumo para o autor, que passa a analisar e criticar a reação pública a imagens e apelos sobre desumanidade e violações de direitos. O livro acaba por posicionar os direitos humanos e a violência política dentro de uma agenda de controle social com o objetivo de confrontar o caráter retributivo da reação do neoconservadorismo. O livro trata de classificar e examinar diversos tipos de negação, organizando essas classificações de acordo com o conteúdo, o estado psicológico, a organização, o tempo, o agente e o espaço. Procura ele estudar como funciona, quem são os agentes da negação e pra que ela é utilizada ou o que e quem ela afeta.

#### Estudo psicológico
Afirmações de negação são afirmações de que algo não aconteceu, não existe, não é verdade ou não é conhecido. Existem 3 possibilidades a respeito do quão verdadeiras são essas afirmações. A primeira e mais simples é de que é verdadeira, justificada e correta, ou seja, simples atestações do que de fato, não existe, ou não aconteceu, etc. A ideia do que é fato em uma atrocidade ou não é muitas vezes de difícil conhecimento, então uma negação pode muito bem ser de boa-fé e justificada.
Uma segunda possibilidade é mais difícil de identificar, que seria a mentira. A verdade é completamente conhecida pela pessoa, mas ela opta por escondê-la, sejam quais forem seus motivos, propaganda, manipulação, entre outros. Outra forma de negação consciente seria a escolha de não se expor a certas informações deliberadamente, para evitar entrar em contato com desumanidade e atrocidades. Um exemplo seria mudar o caminho em uma caminhada para não passar perto de moradores de rua.
A mais intrigante das possibilidades é a terceira, na qual a afirmação de negação não seria deliberada, nem o conhecimento sobre a informação seria claro. Haveria estados mentais em que a negação é inconsciente, não deliberada. A mais conhecida teoria psicológica a respeito desse tipo de negação é derivada da psicanálise. Nesse caso, a negação é entendida como um mecanismo de defesa inconsciente do ser humano para lidar com a culpa, ansiedade ou outras emoções perturbadoras trazidas pela realidade.
A psicologia do “olhar para o outro lado” é complicada e faz com que o “saber” não signifique exatamente “reagir” a algum acontecimento perturbador ou desumano. Politicamente isso se reflete na negação em massa bastante característica em Estados com governos repressivos, racistas ou coloniais. Grupos dominantes parecem ignorar as injustiças e o sofrimento ao redor deles. Em Estados democráticos, entretanto, as pessoas ignoram essas injustiças como habito cultural. Isso se reflete bem em uma situação em que um indivíduo opta por não assistir televisão para evitar notícias sobre sofrimento.

#### Negação literal, interpretativa e implicatória
São 3 as possibilidades do que exatamente é negado: negação literal, interpretativa ou implicatória.
A negação literal exemplifica a “negação” como está colocada no dicionário: uma asserção de que algo não aconteceu ou não é verdade, ou seja, é o fato ou o conhecimento em si que é negado. É negar a existência de um massacre (como o Negacionismo do Holocausto), dizer que nada aconteceu, ou uma mãe negar que o pai está abusando da filha, apesar do que a filha diz.

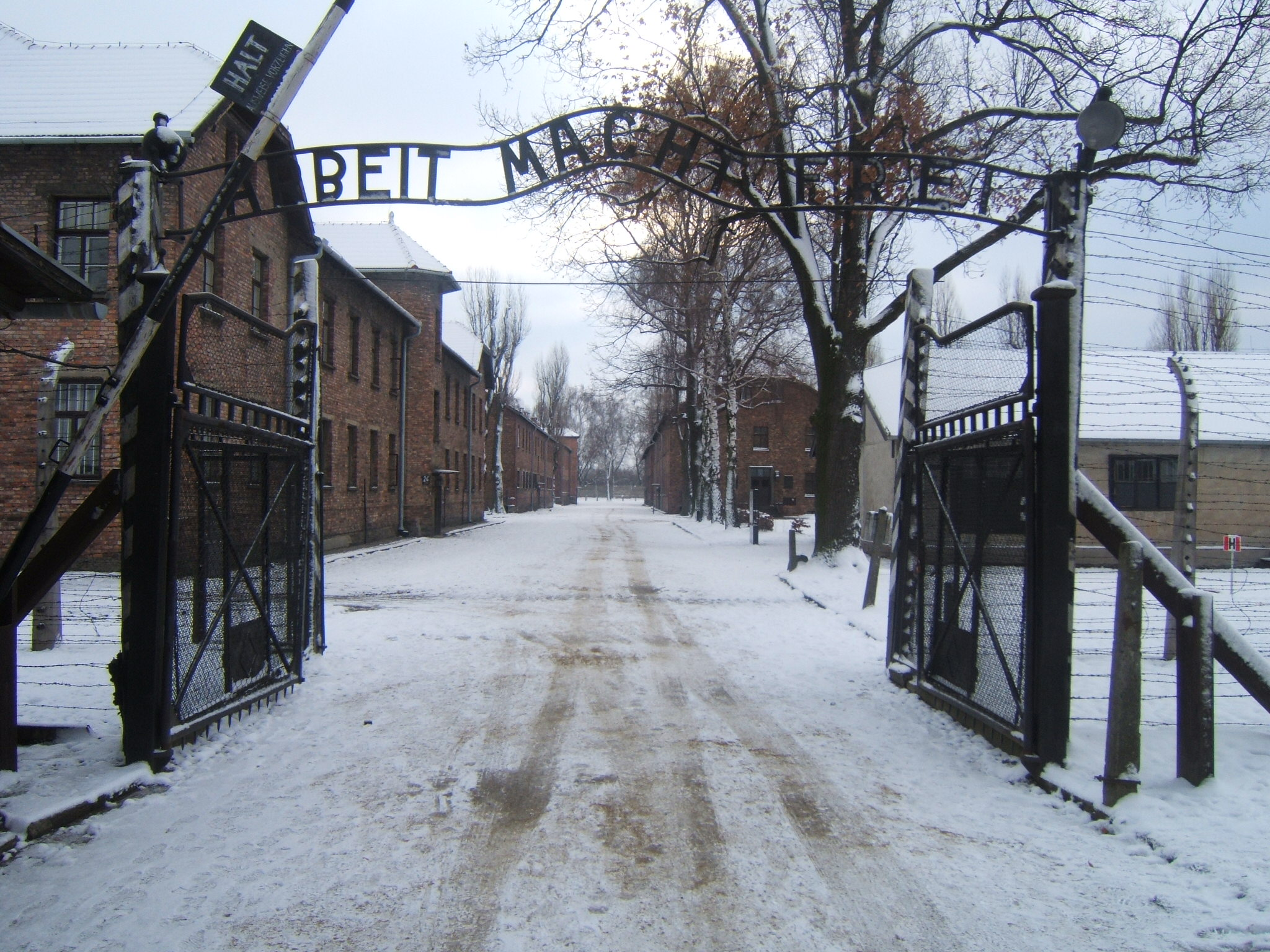
Por sua origem judáica, Cohen utiliza o movimento de Negação do Holocausto como exemplo para a negação literal

Na negação interpretativa, o fato em si não é negado, mas seu significado recebe diferentes interpretações da que é a mais comum, como alguém dizer que bebe socialmente, não que é alcoólatra, ou que uma relação sexual não era estupro, apesar do que alega a vítima. No âmbito público, chamar expulsões de “transferência de população” pode ser outro exemplo. O que se enxerga é a mudança de palavras, o eufemismo, a disputa aceca do significado dos fatos e do que eles representam podem demonstrar um caso de negação.
A negação implicatória é diferente pois não tenta negar nem o fato nem sua interpretação convencional, mas sim minimiza as implicações políticas, morais ou psicológicas desse fato. Isso ocorre quando, por exemplo, a visão do sofrimento não implica um pensamento perturbador, quando se nega a responsabilidade de cidadão de ajudar alguém em uma situação degradante, quando se diz “isso não é problema meu”. Seriam esquivas, justificativas, racionalizações, que levam a pessoa a fugir das implicações do que ela vê.
Cada um desses tipos de negação teria uma relação com os estados psicológicos. A negação literal pode ser considerada uma genuína ignorância. A negação interpretativa varia desde uma inabilidade de entender o que os fatos significam para os outros a um verdadeiro cinismo. As negações implicatórias viriam de técnicas banais de evitar demandas psicológicas ou morais. Entende-se então que a negação inclui cognição (não conhecer os fatos), emoção (não reconhecer o que é errado ou a responsabilidade) e ação (não dar passos em resposta aos problemas).

#### Individual e coletiva
A negação pode ser individual (pessoal, psicológica, privada) ou coletiva (social, organizada, compartilhada). Nesse sentido, ainda é possível exemplificar a negação como pessoal, oficial e cultural.
A negação pessoal é uma forma de negação individual. Exemplos disso são pacientes que esquecem que foram diagnosticados com câncer terminal, casais que descartam suspeitas contra o parceiro, pessoas que recusam acreditar que familiares podem ser tão cruéis. Não há acesso público à maneira em que esses processos acontecem na mente do indivíduo. No modelo de psicanálise de Freud, a negação se manteria inconsciente e inacessível a não ser que fosse exposta com ajuda profissional.
A negação oficial está no outro extremo. É forma organizada, pública e coletiva de negação. É iniciada, estruturada e sustentava pelos recursos do Estado moderno. Ocorre quando toda a retórica do governo em resposta a alegações sobre atrocidades consiste em negações e pode ser mais facilmente enxergada em sociedades totalitárias. Nas sociedades democráticas é mais sutil, trabalhando com notícias tendenciosas, dando importância seletiva a certas situações, negando de forma interpretativa a política estrangeira.
A negação cultural não é nem totalmente privada nem oficialmente organizada. Mesmo que não tenha sido ordenada ou incitada a pensar de algum modo específico, a sociedade ou microculturas dentro dela acabam por pactuar sobre o que deve ou não ser lembrado ou reconhecido publicamente. Essas negações podem inclusive serem começadas pelo Estado, mas adquirem vida própria. Um exemplo é o movimento de negação do Holocausto. Pode-se enxergar inclusive uma forte dependência entre a negação cultural e a oficial, fortalecendo a negação quando nem o público quer pensar no impensável, nem a mídia ou o Estado querem repercutir esse fato impensável.

#### Histórica e contemporânea
É mais simples a distinção entre a negação histórica e a contemporânea. A primeira é relacionada à memória, a lembrar, esquecer e reprimir, ou seja: “lembrar o que queremos lembrar” (tanto pessoalmente como oficialmente), ou esquecer o que foi traumático como mecanismo de defesa. Quando o esquecimento é oficial e organizado, é de se destacar a criação futura de comissões da verdade com o objetivo de reconhecer simbolicamente o que foi esquecido ou reescrito por quem tem o poder. A negação histórica costuma ser usada pelos seus perpetuadores que buscam esconder-se ou evitar as implicações de suas ações.
A negação contemporânea é a negação a respeito de algo que está acontecendo ao nosso redor. Muitas vezes isso é relacionado também ao bombardeio de informação que recebemos, nos obrigando a negar grande parte dessa informação, selecionando o que é ou não é importante.

#### Vítima, autor e espectador
Toda a atrocidade constrói um triângulo. Nesse triângulo temos a vítima (contra quem as coisas são feitas), o autor (quem faz as coisas) e os espectadores (aqueles que veem e sabem o que está acontecendo).  Esses papéis não são fixos, um observador podendo se tornar perpetuador ou vítima, etc.
As vítimas sofrem de algo terrível que acontece para eles ou é feito contra eles, desde desastres naturais a doenças terminais, o que faz com elas digam para si mesmas “isso não está acontecendo comigo”. Muitas vezes isso acontece de forma mais profunda, como uma sensação de que o que está acontecendo na verdade está acontecendo com outra pessoa. Isso inclusive acontece em nível cultural. Como exemplo, temos a população judaica da Alemanha e do resto da Europa que se recusava a acreditar no que estava prestes a acontecer com eles, ou no que já estava acontecendo com seus companheiros, inclusive ignorando avisos explícitos.
Os autores geram sempre uma grande pergunta: como podem pessoas comuns fazerem coisas terríveis e, durante ou após o evento, achar modos de negar o significado do que fizeram? Essas negações cumprem o papel de fazer com que o autor consiga viver o resto de sua vida normalmente como se nada de anormal tivesse acontecido.
O foco principal de Cohen são os espectadores (observadores), que ele divide em imediatos, externos e estatais, e suas respostas às atrocidades que testemunham.
Os espectadores imediatos são os que estão presentes na cena ou recebem evidencia de primeira mão. As maiores tragédias do mundo não podem ser escondidas, se manter secretas, sempre havendo um observador, um terceiro. O que o autor tenta entender é como esse terceiro nega a sua responsabilidade de intervir. Sua pesquisa sugere que a intervenção tem mais chance de ser negada quando a responsabilidade é difusa (“tantos outros estão assistindo, por que sou eu que tenho que intervir?”), quando as pessoas não conseguem identificar a vítima (não só visualmente, mas como parente, colega, amigo, membro da comunidade) e quando não são capazes de acreditar que sua intervenção terá algum efeito.
O autor diz que todos são espectadores externos quando veem, em segunda mão, imagens e textos de sofrimento, lendo jornais e assistindo à televisão. A negação do observador externo vem da troca de canal, de jornal, na fuga dessas informações perturbadoras para se aliviar da responsabilidade. A mídia por outro lado continua, através da transmissão de campanhas de ONGs e outras organizações, tentando pedir pela ação do observador, seja através de doações ou do voluntarismo. É de se notar, entretanto, que retornam às questões que impediam os observadores de reagir.
Espectadores estatais estão entre os espectadores externos, mas são mais especificamente a comunidade internacional e os governos estrangeiros. Esse termo foi inicialmente utilizado para descrever a falta de reação dos governos Aliados quando começaram a saber sobre a destruição dos judeus da Europa.

#### Próxima ou distante
Existe uma diferença entre saber do sofrimento de nossos familiares e pessoas amadas a saber do sofrimento de estranhos e pessoas distantes. Esses limites morais variam de pessoa a pessoa, podendo ser influenciados pela história, a vizinhança, grupo étnico, religioso, nacional, etc. Dentro de nossa sociedade sabemos sobre o sofrimento de outros através da observação pessoal e da experiência. Quando sabemos sobre outros países, entretanto, primariamente sabemos através da mídia de massas ou organizações humanitárias internacionais. Pessoas locais normalmente tem informação de melhor qualidade e maior do que os estrangeiros. É sentir a violência policial, é saber de alguém que foi torturado ou ter algum parente no exército. O medo nesse caso vem da insegurança e incerteza do que virá a acontecer. Se o perpetuador for o próprio governo, mesmo se a pessoa for oposição, as vítimas são seus compatriotas, e isso traz uma sensação de responsabilidade. Apesar desse sentimento, são maiores os perigos de reagir.
Quando o sofrimento é próximo, o envolvimento no conflito é mais arriscado, o que dificulta a reação e facilita a negação. Observadores internacionais, em contraste, não tem que entender muito para tomar partido e podem reagir sem riscos, seja assinando uma petição ou um cheque. Entretanto, esse tipo de ação fácil e sem problemas não tem tanto efeito. O observador internacional deveria ser mais ativo do que simplesmente tomar um lado. É fácil dizer que se é contra o trabalho escravo no país estrangeiro, muito mais fácil do que reagir às injustiças dentro do próprio país. A questão é que o sofrimento sempre está acontecendo em algum outro lugar.

## Prêmios e homenagens
- Prêmio de Mérito Excepcional (Outstanding Achievement Award) da Sociedade Britânica de Criminologia.[3]